# Trotskismo

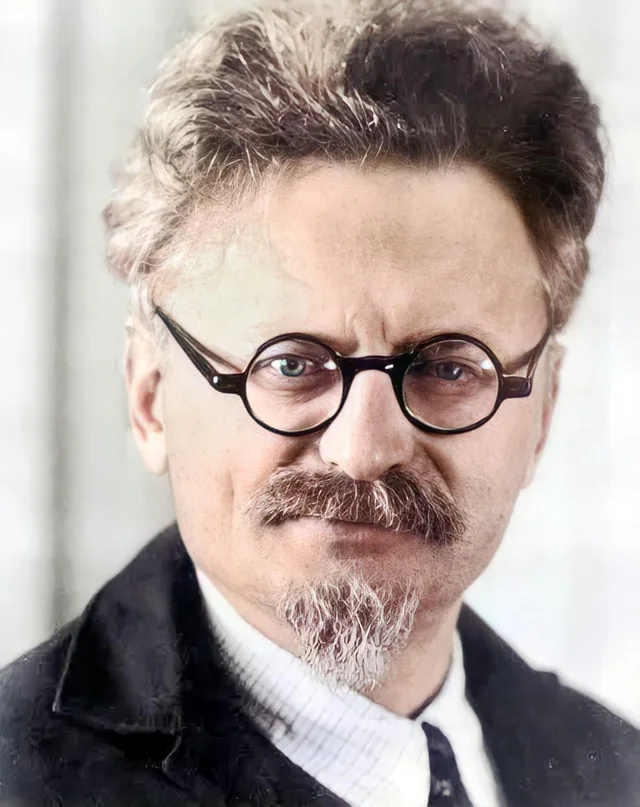
León Trotski

El trotskismo es una corriente política teórico-práctica del marxismo desarrollada esencial e inicialmente por León Trotski, así como por algunos miembros de la oposición de izquierda y la Cuarta Internacional. Trotski se autodefinía como un marxista ortodoxo, un marxista revolucionario, y un bolchevique-leninista; al igual que como un seguidor de Karl Marx, Friedrich Engels, Vladimir Lenin, Karl Liebknecht y de Rosa Luxemburgo. Su relación con Lenin ha sido el foco de un intenso debate histórico.
En términos generales, en cierta forma representa una contraposición a la visión que aplicó Iósif Stalin del marxismo-leninismo (estalinismo) en la Unión Soviética y a las teorías del mismo como el «socialismo en un solo país», contrapuesta a la teoría de la revolución permanente propuesta por Trotski.

## Características
Buscaba, en ese desarrollo, alcanzar el proceso revolucionario de la Unión Soviética. Uno de sus pilares fundamentales es la teoría de la «revolución permanente», descrita en su libro del mismo nombre. Otro de los documentos fundamentales es el Programa de Transición, escrito también por Trotski como base programática de la naciente IV Internacional, fundada en 1938. Uno de sus análisis para entender la evolución capitalista en los países coloniales y semicoloniales fue la teoría del desarrollo desigual y combinado.
Trotski defendió medidas como la rotación de cargos y una mayor concentración de las tesis leninistas del centralismo democrático aplicadas a la estructura y organización internas del partido, que buscaban acabar con el burocratismo llevado a cabo por la nomenclatura del Partido Comunista de la Unión Soviética (PCUS).
Hizo aportes teóricos sobre el feminismo y el arte, y defendió la materialización económica en el socialismo a través de planes quinquenales, que posteriormente —en una versión cambiada por Stalin— serían aplicados en la Unión Soviética.
Trotski organizó la Oposición de Izquierda Internacional, que hasta el ascenso de Adolf Hitler al poder de Alemania en 1933, se consideró una facción de la Internacional Comunista, pese a la persecución que sus militantes sufrían por parte del estalinismo.
A partir de la victoria del nacionalsocialismo en Alemania, y de la caracterización de la Tercera Internacional como «contrarrevolucionaria», Trotski llamó a construir la Cuarta Internacional y partidos revolucionarios independientes en cada país.
En la década de 1930 postuló el entrismo en las organizaciones de masas de orientación socialdemócrata, como forma de facilitar la inserción de los partidos adheridos a la IV Internacional en el movimiento obrero, atrayendo al sector más avanzado a su programa. Este trabajo debía hacerse siempre de manera abierta y por un espacio breve de tiempo, ya que luego los trotskistas debían fundar sus propios partidos y organizaciones. Con ese método se pudo construir el Partido Socialista Obrero, sección más grande de la nueva organización alternativa a la Komintern.
Actualmente existen por todo el mundo un número elevado de organizaciones trotskistas que provienen de las agrupadas en la IV Internacional. Por ejemplo, en países como Argelia, Argentina, Bolivia, México, Reino Unido, España, Portugal, Francia, Uruguay, Venezuela, las organizaciones trotskistas han adquirido más influencia que en otros países, pero sin llegar a alcanzar una posición política decisiva.